# Nour El-Sherif
Nour El-Sherif (en arabe : نور الشريف) (né au Caire le 28 avril 1946, mort le 11 août 2015 dans la même ville des suites d'un cancer du poumon) est un acteur égyptien. Avec plus de 170 films à son actif, il était l'une des grandes stars du monde arabe.

## Biographie
Son nom de naissance est Mohamad Geber Mohamad Abdallah (en arabe : محمد جابر محمد عبد الله). El-Sherif est né dans le quartier populaire de Sayeda Zainab au Caire (en arabe : السيدة زينب). Mohamad Gaber Mohamad Abdallah étudia à l'Institut supérieur des arts dramatiques du Caire, dont il sortit majeur de sa promotion en 1967. Membre de l'équipe junior du club de football de Zamalek, il renonça à sa passion pour le ballon rond pour se consacrer exclusivement aux planches. El-Sherif a été marié à Poussi (1972-2006) et ensemble ils ont eu deux filles, Sarah et Mai.

## Filmographie

### Cinéma
- 1966 : Kasr El Shawk
- 1968 : Bint min el banat (ar)
- 1969 : Zawga bila rajol
- 1969 : Al-Hajez
- 1969 : Bear Al-Herman (ar)
- 1969 : Nadia
- 1970 : Ashyae Laa Toshtara
- 1970 : Asrab
- 1970 : Al Miraya (ar)
- 1971 : Ghaden yahoud hob (ar)
- 1971 : Al boyout asrar (ar)
- 1971 : Thoma tousrek shames (ar)
- 1971 : Imraa likol rijel (ar)
- 1971 : Banat Fi El-Gamaa (ar)
- 1971 : Al-abriyaa (ar)
- 1971 : Al-abriyaa (ar)
- 1971 : Al Mot'a Wal'azab (ar)
- 1971 : Layali Lan Taoud (ar)
- 1971 : Waled Wa Bent Wa Al-Shietan (ar)
- 1971 : Chabab fi asifa (ar)
- 1971 : Zawgaty wal kalb (ar)
- 1972 : Makan lel hob
- 1972 : Heyal Al-Tayebeen
- 1972 : Men elbit lil madrasa (ar)
- 1972 : Imtithal (ar)
- 1972 : Zawaj Bel-Ekrah (ar)
- 1972 : Al-Khawf (ar)
- 1972 : Kelmet Sharaf (ar)
- 1972 : El Ragba We El Dayaa (ar)
- 1973 : Al Selem Al Khalfy (ar)
- 1973 : Ashraf Khateaa (ar)
- 1973 : Madrasat El-Moshaghebeen (ar)
- 1973 : السكرية
- 1973 : دمي ودموعي وابتسامتي
- 1973 : المرأة التي غلبت الشيطان
- 1973 : Medinet al-samt
- 1973 : شيء من الحب
- 1973 : شروال وميني جيب
- 1974 : الحواجز الزجاجية
- 1974 : الحفيد
- 1974 : حبيبتي شقية جدا
- 1974 : الأخوة الأعداء
- 1974 : البنات والحب
- 1974 : النصابين الخمسة
- 1974 : Fi Saif Lazem Nihib
- 1974 : The Back Streets
- 1974 : أبناء الصمت
- 1974 : أنساء وسيدات
- 1975 : بائعة الحب
- 1975 : الأنثي والكلب
- 1975 : Alo, ana al-ghetta
- 1975 : امراتان
- 1975 : Leqa ma al-madi
- 1975 : Youm El-Ahad El-Damy
- 1975 : يارب توبة
- 1975 : لاشئ يهم
- 1975 : الكل عاوز يحب
- 1975 : Al karnak
- 1975 : الضحايا
- 1975 : صابرين
- 1975 : شهيرة
- 1975 : شقة في وسط البلد
- 1976 : الكلب يحب
- 1976 : توحيدة
- 1976 : Daerat Al-Enteqam
- 1976 : الدموع الساخنة
- 1976 : المنحرفون
- 1976 : لقاء هناك
- 1976 : وعادت الحياة
- 1976 : La waqt lil-demoue
- 1976 : العاشقات
- 1976 : شلة الأنس
- 1976 : الراعية الحسناء
- 1977 : Sonya and the Madman
- 1977 : Ota ala nar
- 1978 : Rehla dakhel emraa
- 1978 : Wa da al-omr ya waladi
- 1978 : Al eeteraf al akhir
- 1978 : Al maraa al okhra
- 1978 : Darbet shams
- 1978 : Al-Baadh Yathhab Lil Maathoun Maratain
- 1980 : Raghba
- 1980 : Lastu Shaytanan Wala Malakan
- 1981 : Ahl el qema
- 1981 : Al shaytan yaez
- 1981 : Al-akmar
- 1982 : Gharib fi Bayti
- 1982 : Bariq ayneyk
- 1982 : Sawak al-utubis
- 1982 : La mémoire
- 1982 : Al tawous
- 1984 : Beit al-qadi
- 1984 : Al-La'na
- 1985 : Al-sa Alik
- 1986 : Ibnati wal-zi'b
- 1986 : Wasmat Aar
- 1986 : Zaman Hatem Zahran
- 1986 : Seket Safar
- 1986 : El-Ketaar
- 1987 : Kaher el-zaman
- 1989 : Seraa al ahfad
- 1989 : Inar gahined
- 1990 : Al-bahths an Al-Sayyid Marzuq
- 1991 : Nagi El-Ali
- 1992 : Al sarkha
- 1994 : Leila Sakhina
- 1997 : Le Destin
- 1997 : Eish El Ghurab
- 1998 : Ikhtefaa Gaafar El-Mas
- 2002 : 11-09-01 - September 11
- 2005 : Dam el ghazal (ar)
- 2006 L'Immeuble Yacoubian
- 2008 : Laylat El-Baby Doll (ar)
- 2008 : Masgoon Transit (ar)
- 2014 : Bi tawkit el kahera (ar)

## Décorations
- Commandeur de l'ordre du Ouissam alaouite (2009).